# Voorlopige Regering van Alle Russen
De  Voorlopige Regering van Alle Russen (Russisch: Временное Всероссийское правительство) was een kortbestaande regering in Omsk tijdens de Russische Burgeroorlog. De regering werd gevormd uit leden van het Comité van Leden van de Constitutionele Raad (ook wel de Komoetsj genoemd) bestaande uit leden van de Sociaal-Revolutionaire Partij en de Constitutioneel-Democratische Partij gezeteld in Samara en de Voorlopige Regering van Autonoom Siberië die voornamelijk bestond uit lokale politici en rechtse officieren gelegerd in Omsk. De twee regeringen hadden voorheen goed samengewerkt, totdat er een oorlog uitbrak over gewoontes en onrusten over grenskwesties.
Van 8 tot 23 september 1918 werd er in Oefa een conferentie over Siberië gehouden, waarvan de uitkomst was dat er een laatste poging werd ondernomen om een antibolsjewistische regering op te zetten. Er waren 170 genodigden, waarvan sommige niet uit Siberië kwamen. Het resultaat was een compromis. De Voorlopige Regering van Alle Russen werd door de grondwetgevende vergadering – die gedomineerd werd door de Sociaal-Revolutionaire Partij – erkend als mogelijke regering. Maar ze verloren hun claim om als wettelijke Voorlopige Regering op te treden. Er werd een directoraat van vijf man aangesteld die de nieuwe regering vormden. De regering bestond uit twee sociaal-revolutionairen Nikolai Avksentiev en Vladimir Zenzinov en de andere leden waren Vologodski, een regionale politicus en de leider van de voormalige Voorlopige Regering van Autonoom Siberië, generaal A.G. Boldjerev en de kadet Vinogradov. Het dagelijkse bestuur werd uitgevoerd door de ministerraad waarvan de meerderheid lid was van de voormalige Voorlopige Regering van Autonoom Siberië.
De voorlopige regering werd veelvuldig bekritiseerd door Viktor Tsjernov, de oprichter van de Sociaal-Revolutionaire Partij. Hij vond dat de regering in Oefa niet goed werkte omdat er "contrarevolutionaire" elementen aan de nieuwe regering waren toegevoegd. Hij vond dat de partij moest proberen om de bevolking via de Komoetsj te organiseren. Hij zette het Volksleger van de Comité van Leden van de Constitutionele Raad op als een onafhankelijk leger. Dit was een tegengestelde kracht van de voorlopige regering van Aleksandr Kerenski.
De politieke crisis werd opgelost toen op 17 november 1918 de Voorlopige Regering van Alle Russen omvergeworpen werd. Een Kozakkeneenheid arresteerde Avksentjev en Zenzinov. De volgende morgen werd de ministerraad bijeengeroepen door Vologodski. Het directoraat werd ontbonden en admiraal Aleksandr Koltsjak kreeg de titel "Opperste Leider".
De leiders van de Sociaal-Revolutionaire Partij ontboden Koltsjak en gaven de opdracht om hem te vermoorden. Deze activiteiten hadden tot gevolg dat er op 22 december 1918 een opstand in Omsk uitbrak, die door Kotsjak en het Tsjechisch Legioen werd neergeslagen, waarbij vijfhonderd opstandelingen omkwamen. De Sociaal-Revolutionaire Partij begon onderhandelingen met de bolsjewieken. In januari 1919 gingen de resten van de Volksleger van de Komoetsj op in het Rode Leger.